# Saint-Aybert
Saint-Aybert è un comune francese di 365 abitanti situato nel dipartimento del Nord nella regione dell'Alta Francia.

## Società

### Evoluzione demografica
Abitanti censiti